# NGC 7412
NGC 7412 је спирална галаксија у сазвежђу Ждрал која се налази на NGC листи објеката дубоког неба.
Деклинација објекта је - 42° 38' 29" а ректасцензија 22h 55m 46,1s. Привидна величина (магнитуда) објекта NGC 7412 износи 11,1 а фотографска магнитуда 11,9. Налази се на удаљености од 13,281 милиона парсека од Сунца. NGC 7412 је још познат и под ознакама ESO 290-24, MCG -7-47-4, AM 2252-425, IRAS 22529-4254, PGC 70027.